# Tommaso Gallarati Scotti, II principe di Molfetta
Tommaso Gallarati Scotti, II principe di Molfetta, II duca di San Pietro in Galatina (Milano, 15 dicembre 1819 – Milano, 3 gennaio 1905), è stato un giornalista, patriota, principe, benefattore e politico italiano aderente al movimento del neoguelfismo.

## Biografia

### I primi anni e l'impegno durante le Cinque Giornate
Nacque a Milano il 15 dicembre 1819, figlio primogenito del Principe Carlo Giuseppe Gallarati Scotti e della Marchesa Francesca Guerrieri Gonzaga. Compì i propri studi presso il collegio dei gesuiti e a 18 anni ottenne dal padre il permesso dell'emancipazione e la libera gestione dei beni che la famiglia possedeva nel Regno di Sardegna (in particolare dei feudi della Lomellina e di Cerano). Quando Carlo Gallarati Scotti morì il 3 febbraio 1840, Tommaso ereditò l'intero patrimonio famigliare, compresi i possedimenti recentemente rivendicati dal defunto genitore nel Regno delle Due Sicilie.
Il 15 febbraio 1845, Ferdinando I d'Austria lo nominò suo ciambellano nel Regno Lombardo-Veneto; l'8 febbraio 1847 sposò a Genova la nobildonna milanese Barbara Melzi d'Eril, dei duchi di Lodi. A giugno di quello stesso anno si imbarcò per un Grand Tour che lo portò dapprima a Livorno e poi a Romae a Napoli, rafforzando una serie di legami col mondo politico ed ecclesiastico dell'epoca che gli torneranno successivamente molto utili. Già eletto quale consigliere comunale di Milano nel 1846, tornò in città agli albori delle Cinque Giornate, prendendo parte attiva agli eventi. Assieme ad altri tre alti rappresentanti dell'aristocrazia milanese (Umberto Visconti, Antonio Litta e Lodovico Melzi), il Gallarati Scotti decise di versare volontariamente un contributo di 100.000 lire ciascuno per far fronte alla difficile situazione in cui vessava la città di Milano; impegnandosi per la causa rivoluzionaria, fu tra coloro che funsero da collettori per il prestito di 24.000.000 di lire emesso dal Governo provvisorio di Milano il 27 marzo 1848, ricevendo dal presidente dello stesso, Gabrio Casati, un diploma di "benemerito della patria" (4 aprile 1848). Dopo che gli eventi della prima guerra d'indipendenza italiana presero ad ogni modo una piega spiccatamente anticlericale, decise di aderire a posizioni più conservatrici e legittimiste, iniziando ad opporsi significativamente ai liberali. A fronte di questo cambio di ideali, infatti, col ritorno degli austriaci a Milano, venne riconfermato dapprima alla carica di consigliere comunale e poi a quella di assessore comunale (1849-1850) su esplicita richiesta del governatore Radetzky.

### La svolta conservatrice
Nel 1850 e fino al 1858, fu tra i principali promotori e finanziatori del periodico politico La Bilancia, di stampo legittimista e clerical-reazionario; sostenne altrettanto attivamente la nascita del giornale La Civiltà Cattolica dal 1850. Sempre appoggiando le politiche della chiesa e le relazioni tra "chiesa e altare" come ebbe lui stesso a definirle, nel 1851 si adoperò personalmente presso la corte di Vienna affinché permettesse il ritorno dei gesuiti a Milano. Contribuì a finanziare la fondazione del seminario lombardo di Roma (di chiara ispirazione tomistica e papista) e fu in grado di stringere una solida amicizia con Paolo Angelo Ballerini, nuovo arcivescovo di Milano dal governo austriaco nel 1859, appena prima della vittoria delle armate sabaude nella seconda guerra d'indipendenza italiana, ma mai riconosciuto come legittimo dal governo italiano. Nel 1857 venne nominato consigliere intimo di stato dall'imperatore Francesco Giuseppe d'Austria e promosse in larga misura l'operato politico dell'arciduca Massimiliano, destinato da poco dall'imperatore come nuovo governatore del Lombardo-Veneto, affinché la corte di Vienna consentisse all'Italia settentrionale di sviluppare un governo maggiormente autonomo rispetto al governo centrale austriaco, incontrando in questo il favore di personalità eminenti del regno come Cesare Cantù. Dopo la liberazione della Lombardia dagli austriaci, sentendosi minacciato, Tommaso Gallarati Scotti fuggì in Svizzera ed il suo palazzo milanese venne requisito dall'armata francese in Italia che lo utilizzò come sede della propria intendenza generale, nonostante le sue richieste a riservargli l'usufrutto almeno di un appartamento ad uso personale. Rientrato a Milano nel 1860, riprese la vita della politica ed utilizzò le colonne dei giornali che aveva sempre finanziato per protestare vivamente contro il progetto d'invasione dello Stato Pontificio, promuovendo largamente la campagna per l'Obolo di San Pietro indetta da Pio IX. Per evitare il servizio obbligatorio nella guardia nazionale milanese, trasferì dal 1861 la propria residenza nel comune di Oreno dove la sua famiglia possedeva una vasta villa e tenuta.

### L'impegno a favore del Neoguelfismo
Dopo l'assedio di Roma del 1870 il Gallarati Scotti, che già aveva rapporti di amicizia e corrispondenza con personaggi del mondo della cultura cattolica conservatrice come Louis Veuillot e Tullio Dandolo, riprese a scrivere sui giornali, distinguendosi come uno dei principali esponenti della nobiltà non romana eppure fedeli alla causa papista ed alle sue rivendicazioni sul potere temporale della Chiesa, aderendo sempre più alle iniziative ed alle istituzioni promosse dal cattolicesimo intransigente; fu a questo scopo tra i principali sostenitori della costituzione della società editrice de L'Osservatore Cattolico.
Parallelamente a queste attività in prima linea, Tommaso Gallarati Scotti mise in pratica i principi della propria fede facendo regolarmente carità e beneficenza a favore di singoli e di istituzioni nel milanese ed in Italia: fu tra i principali benefattori e sostenitori dell'opera intrapresa da don Bosco (che ebbe l'occasione di conoscere personalmente), oltre a sostenere finanziariamente le opere di Giovanni Battista Scalabrini per gli emigranti e quelle di Giuseppe Toniolo per la creazione di borse di studio a favore di giovani studiosi di fede cattolica. Nel 1890, a Milano, venne eletto presidente della commissione per la realizzazione dell'attuale istituto Leone XIII in occasione dell'anniversario del giubileo episcopale del pontefice; fu lui a proporre che esso venisse diretto dai gesuiti. Il figlio Gian Carlo sposò la nobildonna milanese Luisa Melzi d'Eril, discendente come sua moglie Barbara dalla famiglia liberale dei duchi di Lodi (che avevano fatto fortuna durante il periodo napoleonico e rivoluzionario) nel tentativo di trovare un compromesso con gli ambienti meno reazionari della Milano dell'epoca, ma su consiglio di Tommaso Gallarati Scotti chiamò a proprio servizio il giovane Achille Ratti (futuro papa Pio XI) quale catechista per i nipoti. Morì a Milano il 3 gennaio 1905; nella successione dei feudi gli succedette il figlio secondogenito Gian Carlo Gallarati Scotti.

## Matrimonio e figli
l'8 febbraio 1847 a Genova, il Principe Tommaso Gallarati Scotti sposò la duchessa Barbara Melzi d'Eril, figlia del Duca Giovanni Francesco Melzi d'Eril e Elisa Suardi; la coppia ebbe i seguenti Nove figli:
- Elisabetta Gallarati Scotti (1851-1940), sposò il 1º maggio 1871 il Conte Giuseppe Maria Trivulzio Manzoni.
- Gian Carlo Gallarati Scotti(1854-1927), il 21 agosto 1878 sposo la Duchessa Luigia Melzi d'Eril figlia del Duca Giacomo Melzi d'Eril e della Contessa Giuseppina Maria Teresa Barbò; e il 3 gennaio 1905 in seguito alla morte del Padre, gli succedette in tutti i suoi titoli.
- Carmelita Gallarati Scotti (1855-1929), il 5 giugno 1872 sposo il Conte Claudio Boschetti.
- Francesco Gallarati Scotti, nato morto nel 1856.
- Anna Gallarati Scotti (1858-1942), il 5 febbraio 1878 sposò il Conte Carlo Ottavio Cornaggia Medici Castiglioni.
- Camilla Gallarati Scotti, (1860 - ?).
- Giovanna Gallarati Scotti (1861- 1924), il 24 febbraio 1881 sposo il conte Gabriele Cornaggia Medici.
- Giuseppe Gallarati Scotti (1863 - 1884).
- Pietro Maria Gallarati Scotti, (1869 - 1884)

## Albero genealogico
|                                                   |                               |                                                   | Genitori                                    |  |  | Nonni |  |  | Bisnonni                                                   |  |  | Trisnonni                                       |  |
|                                                   |                               |                                                   |                                             |  |  |       |  |  | Giovanni Battista Gallarati Scotti, VII marchese di Cerano |  |  | Carlo Giuseppe Gallarati, VI marchese di Cerano |  |
|                                                   |                               |                                                   |                                             |  |  |       |  |  | Giovanni Battista Gallarati Scotti, VII marchese di Cerano |  |  | Carlo Giuseppe Gallarati, VI marchese di Cerano |  |
|                                                   |                               | Anna Ghislieri                                    |                                             |  |  |       |  |  | Giovanni Battista Gallarati Scotti, VII marchese di Cerano |  |  |                                                 |  |
| Giuseppe Gallarati Scotti, VI marchese di Cerano  |                               |                                                   |                                             |  |  |       |  |  | Giovanni Battista Gallarati Scotti, VII marchese di Cerano |  |  |                                                 |  |
|                                                   |                               | Maria Teresa Spinola                              | Giovanni Filippo Spinola                    |  |  |       |  |  |                                                            |  |  |                                                 |  |
|                                                   |                               | Maria Teresa Spinola                              | Giovanni Filippo Spinola                    |  |  |       |  |  |                                                            |  |  |                                                 |  |
|                                                   |                               | Maria Teresa Spinola                              | Maria Isabel Torquata de Contreras y Toledo |  |  |       |  |  |                                                            |  |  |                                                 |  |
| Carlo Gallarati Scotti, I principe di Molfetta    |                               | Maria Teresa Spinola                              |                                             |  |  |       |  |  |                                                            |  |  |                                                 |  |
|                                                   |                               | Luigi Ignazio Belloni, IV conte di Montù Beccaria | Carlo Belloni, III conte di Montù Beccaria  |  |  |       |  |  |                                                            |  |  |                                                 |  |
|                                                   |                               | Luigi Ignazio Belloni, IV conte di Montù Beccaria | Carlo Belloni, III conte di Montù Beccaria  |  |  |       |  |  |                                                            |  |  |                                                 |  |
|                                                   |                               | Luigi Ignazio Belloni, IV conte di Montù Beccaria | Daria Gambarana                             |  |  |       |  |  |                                                            |  |  |                                                 |  |
| Costanza Orsola Belloni                           |                               | Luigi Ignazio Belloni, IV conte di Montù Beccaria |                                             |  |  |       |  |  |                                                            |  |  |                                                 |  |
|                                                   |                               | Vittoria Cuttica di Cassine                       | Cesare Cuttica, III marchese di Cassine     |  |  |       |  |  |                                                            |  |  |                                                 |  |
|                                                   |                               | Vittoria Cuttica di Cassine                       | Cesare Cuttica, III marchese di Cassine     |  |  |       |  |  |                                                            |  |  |                                                 |  |
|                                                   |                               | Vittoria Cuttica di Cassine                       | Margherita Caccia                           |  |  |       |  |  |                                                            |  |  |                                                 |  |
| Tommaso Gallarati Scotti, II principe di Molfetta |                               | Vittoria Cuttica di Cassine                       |                                             |  |  |       |  |  |                                                            |  |  |                                                 |  |
|                                                   | Bonaventura Guerrieri Gonzaga | Tullo Guerrieri Gonzaga                           |                                             |  |  |       |  |  |                                                            |  |  |                                                 |  |
|                                                   | Bonaventura Guerrieri Gonzaga | Tullo Guerrieri Gonzaga                           |                                             |  |  |       |  |  |                                                            |  |  |                                                 |  |
|                                                   | Bonaventura Guerrieri Gonzaga | Drusilla Visconti                                 |                                             |  |  |       |  |  |                                                            |  |  |                                                 |  |
| Odoardo Guerrieri Gonzaga                         | Bonaventura Guerrieri Gonzaga |                                                   |                                             |  |  |       |  |  |                                                            |  |  |                                                 |  |
|                                                   |                               | Lucia Valenti Gonzaga                             | Odoardo Valenti Gonzaga                     |  |  |       |  |  |                                                            |  |  |                                                 |  |
|                                                   |                               | Lucia Valenti Gonzaga                             | Odoardo Valenti Gonzaga                     |  |  |       |  |  |                                                            |  |  |                                                 |  |
|                                                   |                               | Lucia Valenti Gonzaga                             | Francesca Castelbarco                       |  |  |       |  |  |                                                            |  |  |                                                 |  |
| Francesca Guerrieri Gonzaga                       |                               | Lucia Valenti Gonzaga                             |                                             |  |  |       |  |  |                                                            |  |  |                                                 |  |
|                                                   |                               | Giovanni Battista Gallarati Scotti                | Carlo Giuseppe Gallarati                    |  |  |       |  |  |                                                            |  |  |                                                 |  |
|                                                   |                               | Giovanni Battista Gallarati Scotti                | Carlo Giuseppe Gallarati                    |  |  |       |  |  |                                                            |  |  |                                                 |  |
|                                                   |                               | Giovanni Battista Gallarati Scotti                | Anna Ghislieri                              |  |  |       |  |  |                                                            |  |  |                                                 |  |
| Camilla Gallarati Scotti                          |                               | Giovanni Battista Gallarati Scotti                |                                             |  |  |       |  |  |                                                            |  |  |                                                 |  |
|                                                   |                               | Maria Teresa Spinola                              | Giovanni Filippo Spinola                    |  |  |       |  |  |                                                            |  |  |                                                 |  |
|                                                   |                               | Maria Teresa Spinola                              | Giovanni Filippo Spinola                    |  |  |       |  |  |                                                            |  |  |                                                 |  |
|                                                   |                               | Maria Teresa Spinola                              | Maria Isabel Torquata de Contreras y Toledo |  |  |       |  |  |                                                            |  |  |                                                 |  |
|                                                   |                               | Maria Teresa Spinola                              |                                             |  |  |       |  |  |                                                            |  |  |                                                 |  |